# ماریان وایدا
 ماریان وایدا (انگلیسی: Marián Vajda؛ زاده ۲۴ مارس ۱۹۶۵) یک تنیس‌باز اهل چکسلواکی است. 